# Myrmoborus
Genre
Myrmoborus est un genre de passereaux de la famille des Thamnophilidae. Ce genre comprend cinq espèces d'alapis.

## Répartition
Ce genre se trouve à l'état naturel dans le Nord de l'Amérique du Sud,,,,.

## Liste des espèces
D'après la classification de référence du Congrès ornithologique international (version 8.1, 2018) :
- Myrmoborus leucophrys (Tschudi, 1844) – Alapi à sourcils blancs, Fourmilier à sourcils
  - Myrmoborus leucophrys angustirostris (Cabanis, 1849)
  - Myrmoborus leucophrys erythrophrys (Sclater, PL, 1855)
  - Myrmoborus leucophrys koenigorum O'Neill & Parker, TA, 1997
  - Myrmoborus leucophrys leucophrys (Tschudi, 1844)
- Myrmoborus lophotes (Hellmayr & Seilern, 1914) — Alapi huppé, Alapi à huppe rousse
- Myrmoborus lugubris (Cabanis, 1847) – Alapi lugubre, Fourmilier à front pâle
  - Myrmoborus lugubris berlepschi (Hellmayr, 1910)
  - Myrmoborus lugubris femininus (Hellmayr, 1910)
  - Myrmoborus lugubris lugubris (Cabanis, 1847)
  - Myrmoborus lugubris stictopterus Todd, 1927
- Myrmoborus melanurus (Sclater, PL & Salvin, 1866) – Alapi à queue noire, Fourmilier à queue noire
- Myrmoborus myotherinus (von Spix, 1825) – Alapi masqué, Fourmilier à face noire
  - Myrmoborus myotherinus ardesiacus Todd, 1927
  - Myrmoborus myotherinus elegans (Sclater, PL, 1857)
  - Myrmoborus myotherinus incanus Hellmayr, 1929
  - Myrmoborus myotherinus myotherinus (von Spix, 1825)
  - Myrmoborus myotherinus ochrolaemus (Hellmayr, 1906)
  - Myrmoborus myotherinus proximus Todd, 1927
  - Myrmoborus myotherinus sororius (Hellmayr, 1910)